# 리야 커버더
리야 커버더(암하라어: ሊያ ከበደ 리야 커베더, Liya Kebede, 영어 발음: /kəbɛdə/, 1978년 3월 1일 ~ )는 에티오피아의 모델, 배우이다.

## 영화
- 로드 오브 워 (2005)
- 굿 셰퍼드 (2006)
- 데저트 플라워 (2009)
- 블랙 골드 (2011)
- 베스트 오퍼 (2013)
- 웰컴, 삼바 (2014)